# Adam Wilczyński (oficer)
Adam Wilczyński (ur. 22 października 1896 w Rutce-Tartaku, zm. 30 marca 1968 w Sopocie) – major piechoty Wojska Polskiego, „murmańczyk”, kawaler Orderu Virtuti Militari.

## Życiorys
Urodził się 22 października 1896 w Rutce-Tartaku, w rodzinie Feliksa i Marii. W trakcie I wojny światowej był oficerem Armii Imperium Rosyjskiego. 
W lutym 1918 walczył w szeregach 3. kompanii 6 pułku strzelców polskich. Po rozwiązaniu I Korpusu Polskiego przedostał się na północ Rosji. Od lipca 1918 walczył w szeregach polskiego Oddziału Dźwińskiego pod dowództwem ówczesnego kapitana Mariana Sołodkowskiego. Następnie objął dowództwo nad tym oddziałem i 22 grudnia 1918 na jego czele przybył do Archangielska. Tam został odznaczony „Orderem Wybitnej Służby” przez brytyjskiego generała podporucznika Edmunda Ironside, głównodowodzącego wojskami sprzymierzonymi w północnej Rosji „za świetne zachowanie się w boju”. W Archangielsku dowodzony przez niego oddział liczący 4 oficerów, 2 podoficerów i 21 żołnierzy został wcielony do Oddziału Wojska Polskiego w północnej Rosji, który był częścią Armii Polskiej we Francji. 
Po odzyskaniu przez Polskę niepodległości został przyjęty do Wojska Polskiego. Przydzielony do 8 pułku piechoty Legionów w Lublinie i służył w tej jednostce w stopniu podporucznika. Brał udział w wojnie polsko-bolszewickiej. 19 sierpnia 1920 został zatwierdzony z dniem 1 kwietnia 1920 w stopniu kapitana, w piechocie, w grupie oficerów byłej Armii gen. Hallera. Pełnił wówczas służbę w Dowództwie Okręgu Generalnego „Warszawa”. 
1 czerwca 1921 pełnił służbę w Dowództwie Okręgowej Szkole Podoficerów Nr I, a jego oddziałem macierzystym był wówczas 21 pułk piechoty w Warszawie. 3 maja 1922 został zweryfikowany w stopniu kapitana ze starszeństwem z dniem 1 czerwca 1919 i 285. lokatą w korpusie oficerów piechoty, a jego oddziałem macierzystym był nadal 21 pułk piechoty. W 1923 pełnił służbę w Oficerskiej Szkole dla Podoficerów w Bydgoszczy, pozostając oficerem nadetatowym 14 pułku piechoty we Włocławku. W 1924 pełnił służbę w 14 pułku piechoty.
Z dniem 20 października 1924 został przeniesiony do Korpusu Ochrony Pogranicza na stanowisko dowódcy 15 batalionu granicznego w Ludwikowie. 1 grudnia 1924 awansował na majora ze starszeństwem z dniem 15 sierpnia 1924 i 82. lokatą w korpusie oficerów piechoty. W 1926 pełnił funkcję dowódcy 20 batalionu granicznego w Nowych Święcianach. 
7 grudnia 1926 został przeniesiony z KOP do 83 pułku Strzelców Poleskich w Kobryniu, do dyspozycji dowódcy pułku. W maju maja 1927 otrzymał przeniesienie do 84 pułku piechoty w Pińsku na stanowisko dowódcy III batalionu detaszowanego w Łunińcu. W 1930 została opublikowana jego praca zatytułowana Zarys historji wojennej 84-go pułku piechoty. 28 stycznia 1931 został przeniesiony do Doświadczalnego Centrum Wyszkolenia w Rembertowie. Z dniem 1 października 1932 został przeniesiony z Centrum Wyszkolenia Piechoty w Rembertowie do 57 pułku piechoty wielkopolskiej w Poznaniu na stanowisko kwatermistrza. 31 sierpnia 1935 został przeniesiony do Powiatowej Komendy Uzupełnień Małkinia na stanowisko komendanta. 1 września 1938 dowodzona przez niego jednostka została przemianowana na Komendę Rejonu Uzupełnień Małkinia, a zajmowane przez niego stanowisko otrzymało nazwę „komendant rejonu uzupełnień”. W 1939 w dalszym ciągu pełnił służbę na tym stanowisku.
W czasie kampanii wrześniowej 1939 dowodził sformowanym przez siebie w Małkini batalionem piechoty „Wilk” w ramach Dywizji Kawalerii „Zaza”. 4 października 1939 został ranny w okolicach miejscowości Czarna. Trafił do niewoli niemieckiej. Po zakończeniu wojny i odzyskaniu wolności osiadł w Sopocie. Tam zmarł 30 marca 1968.
Jego żoną była Bronisława z domu Szubska.

## Ordery i odznaczenia
- Krzyż Złoty Orderu Virtuti Militari nr 138[16]
- Krzyż Srebrny Orderu Wojskowego Virtuti Militari nr 6836 – 10 maja 1922[17]
- Krzyż Niepodległości z Mieczami – 15 kwietnia 1932[18]
- Krzyż Walecznych
- Złoty Krzyż Zasługi – 10 listopada 1938[19]
- Medal Pamiątkowy za Wojnę 1918–1921
- Medal Dziesięciolecia Odzyskanej Niepodległości
- Order Wybitnej Służby (Wielka Brytania, 1922)[20][21]
- Krzyż Wojenny (Francja)[21]
- Medal Zwycięstwa („Médaille Interalliée”)[21]